# کارل کلیت
کارل کلیت (نروژی: Carl Klæth; ۳ ژوئیهٔ ۱۸۸۷ – ۱۶ اوت ۱۹۶۶) ژیمناست هنری اهل نروژ بود.